# Amalryk z Montfort

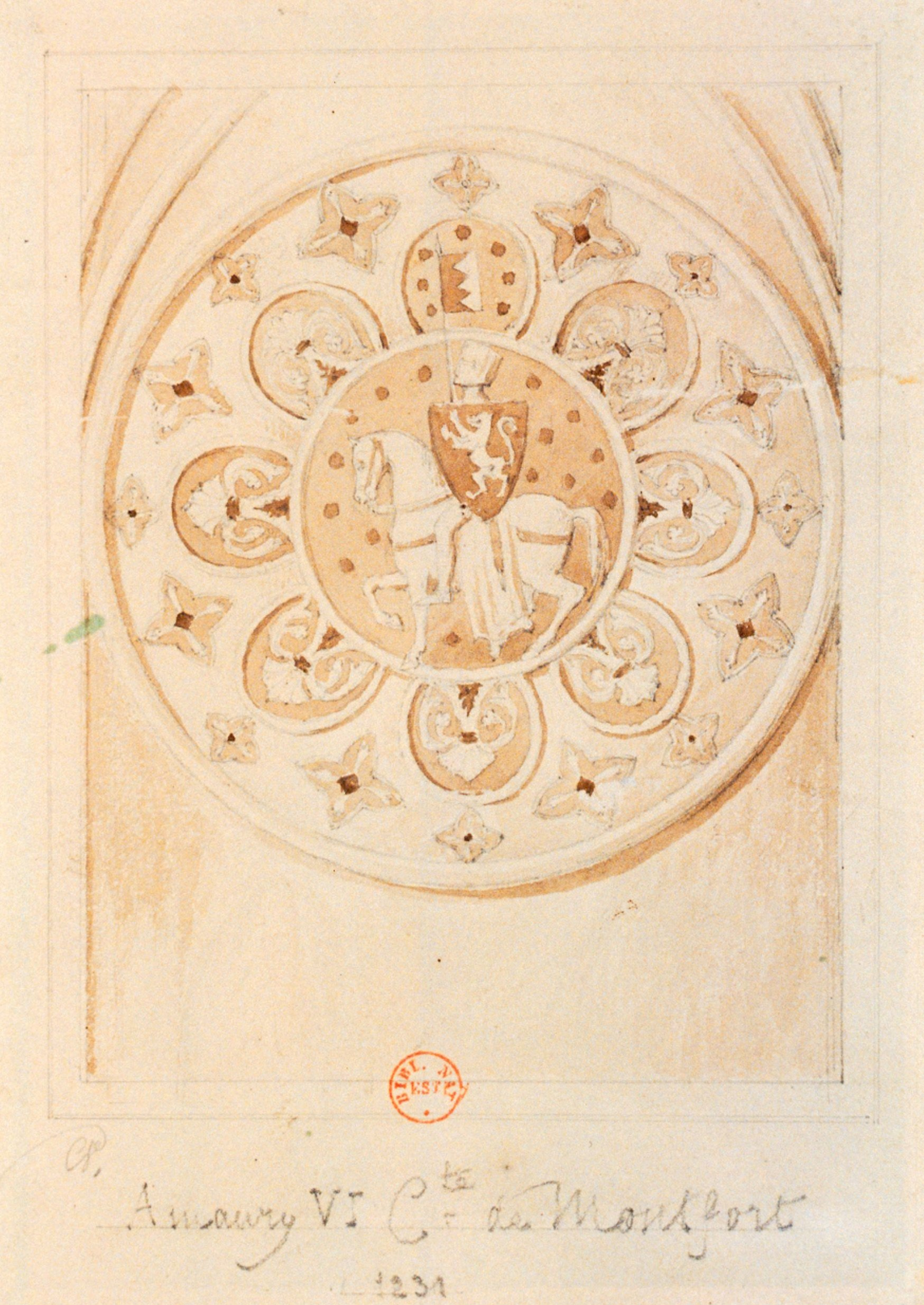
Amalryk z Montfort – wizerunek (1231)

Amalryk z Montfort, Amaury de Montfort (ur. w 1195, zm. w 1241 w Otranto) – francuski możnowładca, syn Szymona z Montfort i Alix z Montmorency, starszy brat Szymona z Montfort.

## Życiorys
Uczestnik krucjaty przeciwko katarom w 1209, pod wodzą swego ojca, i będącego jej konsekwencją podboju hrabstwa Tuluzy oraz całej Langwedocji. Z inicjatywy ojca pasowany w 1213 przez biskupa Orleanu, Maurycego z Seignelay, na „rycerza Chrystusa” w Castelnaudary. Po śmierci ojca (w 1218) odziedziczył zdobycze, nie był jednak w stanie ich utrzymać wobec kontrofensywy Rajmunda VI z Tuluzy i, po jego śmierci (w 1222), Rajmunda VII, który otrzymał z powrotem z rąk papieża tytuł hrabiego Tuluzy. Wobec słabnącego zapału swoich podkomendnych próbował w 1221 powołać do życia nowy zakon rycerski, mających walczyć z kataryzmem, jednak ta inicjatywa, mimo początkowego poparcia papieża Honoriusza III, nie zakończyła się sukcesem. W 1223 porzucił ostatecznie Langwedocję, a w 1225 przekazał swe prawa królowi Francji, Ludwikowi VIII. W traktacie paryskim z 1229 ostatecznie zrzekł się wszelkich roszczeń do ziem w południowej Francji; otrzymał za to po swym wuju, Mateuszu II z Montmorency, urząd konetabla Francji (w 1230). Po dojściu do pełnoletniości brata Szymona zrezygnował na jego rzecz z pretensji do tytułu earla Leicester oraz posiadłości w Anglii, pozostając przy rodowych posiadłościach w Île-de-France, z głównym ośrodkiem w Montfort-l’Amaury.
Brał udział w walkach w Palestynie w 1239 i pod Gazą trafił do niewoli. Był więziony w Kairze; uwolniony został w 1241. Zmarł podczas drogi powrotnej do domu.